# Cryo Interactive
Cryo Interactive Entertainment – francuska firma komputerowa produkująca gry PC. Powstała w 1992 roku, ale nieoficjalnie działała już od 1989 roku pod nazwą Cryo. Upadła w 2002 roku.

## Twórczość studia
Cryo produkowała gry przygodowe, polegające na rozwiązywaniu zagadek umysłowych. Część gier opiera się na prawdziwych wydarzeniach lub napisanych powieściach, np. gra Riverwold opiera się na powieści Riverworld Phillipa Jose Farmera, gra Wehikuł Czasu na powieści Herberta Wellsa, gra KGB polega na doprowadzenie do upadku ZSRR. Akcja kilku gier dzieje się w starożytnym Egipcie (Egypt 1156 B.C.: Tomb of the Pharaoh, Egypt 2: Przepowiednia Heliopolis) lub Grecji (Odyseja: W poszukiwaniu Ulissesa), w Chinach za czasów dynastii Qing (China: The Forbidden City), za czasów Azteków (Aztec: The Curse in the Heart of the City of Gold) lub Ludwika XIV (Versailles 1685, Versailles II: Testament of the King). Dużą popularnością cieszy się gra Atlantis i Atlantis II. Gry wytworzone są w technologii 3D polegające na poruszaniu przyciskami klawiszy trójwymiarowej postaci lub typu point and click.